# Никола Славков
Никола Ангелов Славков е български революционер, общественик и политик.

## Биография
Роден е на 21 юни 1851 г. в Свищов. Получава добро образование в родния си град, завършвайки шесткласното училище. През 1969 г., заподозрян от турската власт заради свободолюбивите си идеи, той бяга в Румъния, а след това, по желание на родителите си, през 1870 г. отива в Сърбия, за да постъпи в духовна семинария. Там обаче се насочва към военното поприще и се записва доброволец в IV батальон на II рота в Крагуевац, с условие, че след изкарването на строевата служба ще бъде приет във военното училище. След 3-годишна служба обаче той не е приет във военното училище и, обиден от сърбите, заминава за Русия.
Постъпва като волноопределяющ се в 55-ти подолски полк, 14 дивизия в Кишинев. Отивайки в Одеса да се яви на изпит за постъпване в юнкерското училище, той се запознава с Христо Ботев. По негов съвет заминава за Букурещ и там полага клетва с Христо Ботев и Иван Драсов, че ще се бори за освобождението на България.
Член на БРЦК, през есента на 1875 г. той участва в Гюргевския революционен комитет за подготовката на Априлското въстание. Определен е да отиде в Пети (Софийски) революционен район като апостол, заедно с Никола Обретенов. Преди да премине Дунава, случайно е ранен с револвер в десния крак от Андрея Матев, у когото е на квартира; това отлага с няколко дена преминаването му в България, докато раната заздравее, без куршумът да бъде изваден. Преминал Дунава, след предателство той е заловен в село Калугерово (Оряховско) и отведен в София. Пред съда заявява, че е дошъл в България, за да подканя населението да иска права, равенство и свобода, и е осъден на смърт чрез обесване. Славков обжалва присъдата, декларирайки, че е искал по мирен начин да се приложат дадените на българите права, съгласно издадения ферман на султана, а не е дошъл да подбужда към бунт. След намеса на руски дипломати, под предлог, че има руско поданство и бил извършил някакво престъпление в Русия, той е отведен в Русчук и предаден в руското консулство, а оттам изпратен под стража в Букурещ, където руският посланик граф Орлов го освобождава и поръчва да се яви в Българския централен комитет.
По време на Руско-турската освободителна война служи като преводач.
След Освобождението е секретар на русенския полицмейстер, чиновник за особени поръчки при русенския губернатор, полицай-мейстер на Варна, окръжен началник на Осман-Пазарски окръг, първи околийски началник на същата околия, севлиевски окръжен управител и столичен градоначалник в края на века от 1895 до 1898 г. Член е на Либералната партия в Княжество България.